# 豪爾赫·蒙特
豪尔赫·蒙特·阿尔瓦雷斯 (西班牙語：Jorge Montt Álvarez，西班牙語發音：[ˈxoɾxe ˈmont]，1845年4月26日—1922年10月8日) ，智利军人、政治家，曼努埃尔·蒙特·托雷斯之侄，1891年至1896年担任第11任智利总统。
智利南部的麦哲伦-智利南极大区有以他命名的蒙特海军中将湾及豪尔赫蒙特岛。